# Meligo
Meligo (Miligo) ist ein osttimoresischer Suco im Verwaltungsamt Cailaco (Gemeinde Bobonaro).

## Geographie

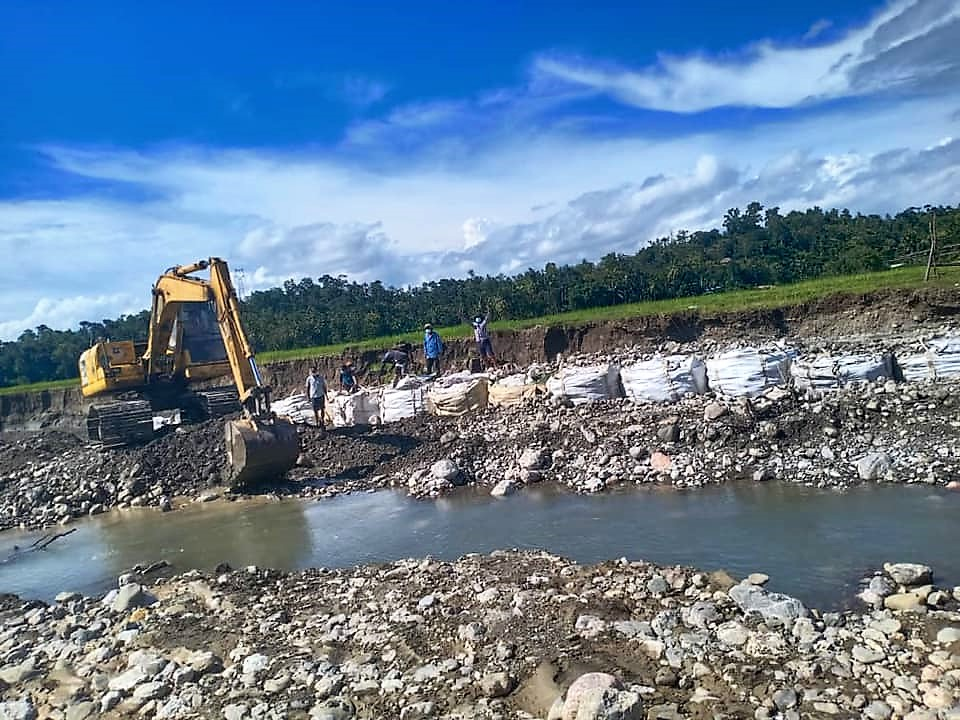
Sicherung des Flussufers in Meligo

Der Suco Meligo liegt im Westen des Verwaltungsamts Cailaco. Im Norden grenzt Meligo an den Suco Atudara, östlich an die Sucos Dau Udo, Guenu Lai und Goulolo und im Südwesten an das Südterritorium von Atudara. Im Süden befindet sich der Suco Manapa. Im Westen liegt das Verwaltungsamt Maliana mit seinem Suco Ritabou und im Nordwesten das Verwaltungsamt Atabae mit seinem Suco Hataz. Meligo hat eine Fläche von 42,82 km² und teilt sich in die vier Aldeias Berleu (Bereleu), Daulelo, Liabote (Lia Bote) und Mude.
Die Grenze zu Hataz bildet der Fluss Nunura, der hier Bebai heißt. Die Westgrenze folgt dem Fluss Bulobo, bevor dieser in den Nunura mündet. Im Süden von Meligo entspringen Sahalolo und Nakere, die Zuflüsse des Bulobo sind. Der Nakere ist der Grenzfluss zu Manapa. Im Norden entspringen die Flüsse Malubolo und Hatopoci. Der Hatopoci folgt zunächst einem Teil der Grenze zu Dau Udo, bevor er nach Westen schwenkt und sich mit dem Malubolo vereinigt. Gemeinsam fließen die Flüsse nun nach Nordwesten, vereinigen sich noch mit dem Timoreme, nahe der Grenze zu Atudara, und münden schließlich in den Nunura/Bebai. Die Flüsse gehören zum System des Lóis. Im Osten liegt der Berg Lesululi (Lage), im Nordosten der Foho Doulelo (Lage) und im Südosten reicht der Leolaco in den Suco hinein. Zwischen Leolaco und Lesululi bildet der Foho Mude (Lage) einen kleinen Gipfel.
Größter Ort des Sucos ist Marko. Als Hauptort des Verwaltungsamts Cailaco wird er auch als Cailaco bezeichnet. Er liegt im Nordwesten des Sucos zwischen den Flüssen Bulobo und Hatopoci. Mit dem Ort Liabote 1 bildet Marko eine geschlossene Siedlung. Etwas nördlich von Marko liegt zwischen Hatopoci und Timoreme das Dorf Biadila an der Grenze zu Atudara. Weiter östlich befindet sich am Timoreme das Dorf Daulelo und nördlich davon Dilatorobo. Südlich des Hatopoci liegt das Dorf Harema (Haurema), südlich des Sahalolo die Dörfer Assalau (Asalau), Mude und Lisuabe und im Südosten Meligos die Orte Baleo und Lesuaben. Im Westen liegen Abuti Iori, Pisulara, Liabote 2, Berleu und Barolura (Barolara). Im Zentrum des Sucos befinden sich die Dörfer Mautilu und Mabutease.
Den Westen des Sucos durchquert die Überlandstraße von Maliana nach Hatolia Vila (Gemeinde Ermera). Bei Berleu überquert sie mit einer Brücke den Bulobo, führt an dessen Ostufer entlang weiter nach Marko und Liabote und über eine weitere Brücke über den Hatopoci nach Biadila, wo sie über den Timoreme in Richtung Atudara weiterführt. 
In Marko befinden sich die Sitze des Verwaltungsamtes Cailaco und des Sucos Meligo, die Grundschule 12 Abril de Marco, ein Hospital und die Kirche Regina Sacratisimi Rosari Cailaco. Weitere Grundschulen gibt es in Assalau, Daulelo und Abuti Iori.

## Einwohner

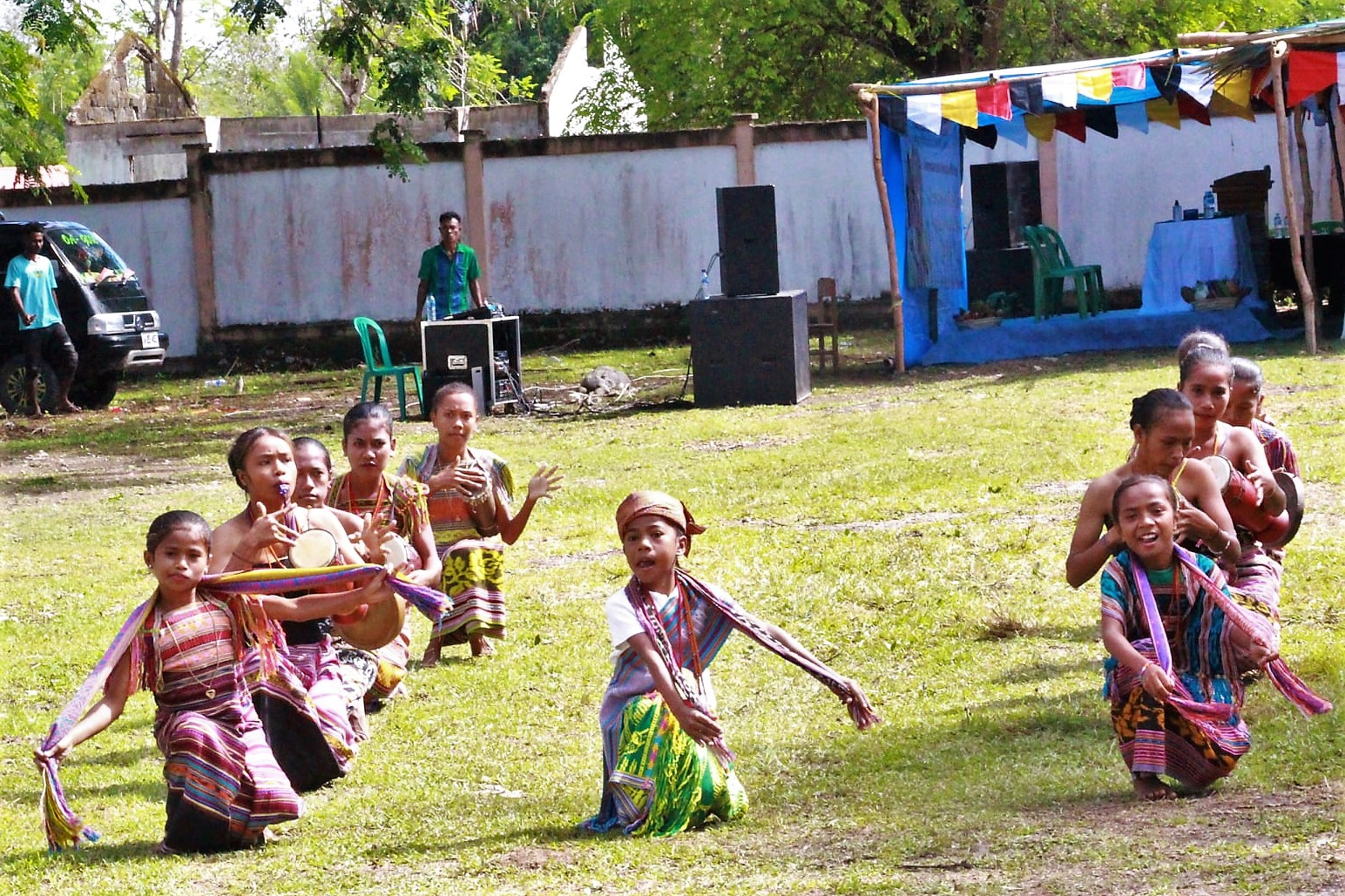
Begrüßungstanz in Meligo

Im Suco leben 2.909 Einwohner (2022), davon sind 1.458 Männer und 1.451 Frauen. Im Suco gibt es 588 Haushalte. Etwa 95 % der Einwohner geben Kemak als ihre Muttersprache an. Kleine Minderheiten sprechen Tetum Prasa oder Bunak.

## Geschichte
Auch in Meligo kam es im Umfeld des osttimoresischen Unabhängigkeitsreferendums 1999 zu Gewalttaten. In Marko waren indonesische Truppen stationiert. Nach einem Hinterhalt, in dem indonesische Soldaten und Halilintar-Milizionäre am 12. April 1999 in Purugua geraten waren, wurden mehrere Osttimoresen in Marko hingerichtet. Im Laufe der folgenden zwei Wochen wurden durch pro-indonesische Milizen und Soldaten hunderte Einwohner der Region misshandelt, Hütten niedergebrannt, Frauen und Mädchen vergewaltigt und 20 Menschen getötet.
In Airae wurde am 21. Dezember 1999 Daniel Leal von Mitgliedern der Halilintar ermordet, weil sein Sohn bei der FALINTIL war.
Am 17. Dezember 2003 spülte eine Flut in Atudara und Meligo neun Häuser fort, sieben weitere wurden beschädigt. Zwar starben keine Menschen, aber Nutztiere gingen verloren und Felder zerstört. Das Gebiet war schon zuvor von Überflutungen betroffen.

## Politik
Bei den Wahlen von 2004/2005 wurde Luís Soares Goncalves zum Chefe de Suco gewählt und 2009 in seinem Amt bestätigt. 2016 gewann Amancio Barreto da Conceição und 2023 Duarte Pereira Soares.